# Вулиця Олександра Говорухи (Запоріжжя)
Вулиця Олександра Говорухи — вулиця в селищі Миколаївське та Космічному мікрорайоні Комунарського району міста Запоріжжя. Забудова розпочалась наприкінці 1930-х роках. Починається на перетині Автозаводської вулиці і вулиці Миколи Ласточкіна, проходить через шляхопровід «Миколаївський міст» (реконструйований 2003 року), що з'єднує Південний і Космічний житлові масиви. Частково проходить через автошлях Н08. Закінчується на вулиці Балка Поповка. До вулиці прилучаються: Автозаводська вулиця, вулиця Миколи Ласточкіна, вулиця Любисткова, вулиця Садова, вулиця Парамонова, вулиця Планерна, вулиця Снайперська, вулиця Польова, вулиця Авіаційна, вулиця Магара, провулок Охайний, вулиця Дарвіна. Вулицю перетинають: вулиця Барикадна, вулиця Святоволодимирівська, вулиця Культурна, вулиця Степова, вулиця Чкалова, Космічна вулиця, вулиця Балка Поповка. Протяжність становить — 2,2 км.

## Історія
Вулиця раніше мала назву Агрономічна, згодом — Радгоспна, яку отримала не пізніше 31 жовтня 1958 року.
Восени 1978 року, у третьому під'їзді будинку № 18 стався вибух побутового газу. Конструкція секції була порушена. Через це залізобетонні конструкції 3-го під'їзду були демонтовані до цоколя, а потім заново змонтовані із заміною зруйнованих.
22 вересня 1981 року вулицею прокладено тролейбусний маршрут № 14, що сполучив Космічний мікрорайон з центром міста та Набережною. В цьому ж році було відкрито і тролейбусний маршрут № 15, який курсував до залізничного вокзалу Запоріжжя II (скасований у березні 2002 року). З 2000 до 2010 років вулицею курсував тролейбусний маршрут № 5. Нині вулицею курсує лише єдиний тролейбусний маршрут № 14.
23 вересня 2016 року рішенням Запорізької міської ради вулиця перейменована на честь молодшого сержанта 55-ї окремої артилерійської бригади Олександра Говорухи (1994—2015 рр.), старшого навідника, який загинув від поранення отриманого при обстрілі позицій українських військових російськими окупантами та найманцями під Дебальцевим 14 лютого 2015 року. В пам'ять про нього встановлено меморіальну дошку на будівлі школи № 110 та будинку № 32, де він народився.

## Об'єкти
- буд. 26А — ЖК «Космос Сіті» (раніше тут був гуртожиток, а згодом — медичний коледж)
- буд. 61 — Колишня автобаза (за радянських часів на цій території розташовувалася автобаза тресту «Запоріжводбуд»[6], зараз на цій території автостоянка і магазини
- буд. 79 — Торговельний центр «Лотос»
- Каналізаційно-насосна станція № 6 КП «Водоканал»